# Peter Blake (likovni umjetnik)
Peter Blake (Dartford u Kentu, 25. lipnja 1932.) britanski je slikar i dizajner, jedan od utemeljitelja pop arta.

## Životopis

### Život i djelo
Već u ranoj mladosti Blakea je fascinirala američka pop kultura i njezina jednostavna, ali efektna ikonografija. On je radeći relativno osamljen u rodnom Kentu do svojeg pop izraza došao istodobno, no nezavisno od glavnine britanskih pop umjetnika koji su djelovali u Londonu. Blake im se pridružio 1953., kada počinje svoj studij na Royal College of Art. Tijekom studija nastaje njegovo najpoznatije djelo Na balkonu (1955. – 1957.) koje čuva Tate Gallery u Londonu. Riječ je o ulju na platnu srednjih dimenzija, koje prikazuje njegove kolege s likovne akademije kako na klupi u parku drže svoje slike. Jedan od prikazanih likova drži studiju načinjenu po Manetovoj slici Na balkonu, koja je naslovila i Blakeovo djelo. Oko likova Blakeovih kolega su u maniri kolaža naslikani razni predmeti pop kulture tog vremena: kutije cigareta i corn flakesa, časopisa i pića, i sl.  Blakeovi kolege pak na prsima nose bedževe koji također odražavaju zapadnu pop kulturu toga doba (npr.: I LOVE ELVIS i sl.).
No ono što u tom ranom Blakeovu radu najprije upada u oči su neobične, frontalne poze likova, koji su dati vrlo ukočeno, što sve spada među odlike pučke umjetnosti, koju je Blake, kao i pučku tj. pop kulturu (popular = pučki) inkorporirao u osnovu svojeg djela, možda iskrenije i potpunije od ijednog drugog pop umjetnika.
Uz Blakeovo ime valja vezati i nekoliko slikarskih inovacija: u isto vrijeme kad i američki pop umjetnici, ili čak nešto prije njih, on je počeo koristiti predmete iz svakodnevnog života za svoje prikaze. Tako je djelo Djevojačka vrata nastalo na način da je Blake na prava vrata nalijepio pin-up slike poznatih manekenki i glumica. Također nekoliko godina prije nego što su nešto slično učinili Andy Warhol i James Rosenquist, Blake je za teme svojih prikaza uzeo slavne ikone američke pop kulture. Tako 1961. nastaje njegov Autoportret s bedževima, na kojem se dvadesetdevetogodišnji umjetnik prikazao s jednom rukom u džepu, dok u drugoj drži časopis znakovitog naziva Elvis, koji na naslovnici ima filmsku fotografiju Elvisa Presleyja.
No usprkos tom i drugim pop elementima, navedeni autoportret svojom humanošću i melankoličnim raspoloženjem negira jednu od glavnih odrednica pop arta: cool-ness tj. stanovitu hladnoću i distanciranost umjetnika ne samo od motiva koji prikazuje, nego i od vlastite umjetnosti, a ponekad čak i od sebe i svijeta koji ga okružuje.
Godine 1967. Blake je dizajnirao ovitak poznatog albuma The Beatlesa Sgt. Pepper's Lonely Hearts Club Band. Riječ je o tipičnom pop uratku u kojeg su, kao i u veći dio Blakeova opusa utkane odlike pučke, naivističke likovnosti. Premda je u to doba već bio afirmiran, Blakeov je honorar za ovaj odlično prodavani uradak iznosio svega 200 britanskih funti.
Godine 1969. Blake napušta London i živi na ladanju kraj Batha, sve do 1979. U tom razdoblju privlače ga motivi engleskog folklora, Lewisa Carrolla i Shakesperea.
Nakon razvoda 1979., vraća se u London u kojem živi i radi i danas.
Godine 2002. britanska kraljica Elizabeta II. Blakeu je za njegova umjetnička postignuća dodijelila titulu viteza.

## Vanjske poveznice
- Arhivirana inačica izvorne stranice od 26. veljače 2014. (Wayback Machine) Kratka povijest sotonozma (obratiti pozornost na lik Alaistera Crowleya na ovitaku albuma Sgt. Pepper's Lonely Hearts Club Band